# Супермен непобеждённый
«Супермен непобеждённый» (англ. Superman Unchained) — ограниченная серия комиксов, состоящая из 9 выпусков, которую в 2013—2014 годах издавала компания DC Comics. По сюжету Супермен сталкивается с новым могущественным противником.

### Выпуски
| № | Дата выхода      | Оценка на Comic Book Roundup    | Предполагаемый объём продаж (первый месяц) |
| - | ---------------- | ------------------------------- | ------------------------------------------ |
| 1 | 12 июня 2013     | 8,2 из 10 на основе 43 рецензий | 251 456, позиция в Северной Америке — 1    |
| 2 | 10 июля 2013     | 8 из 10 на основе 26 рецензий   | 165 754, позиция в Северной Америке — 1    |
| 3 | 21 августа 2013  | 7,7 из 10 на основе 26 рецензий | 136 319, позиция в Северной Америке — 2    |
| 4 | 6 ноября 2013    | 7,7 из 10 на основе 21 рецензии | 110 611, позиция в Северной Америке — 4    |
| 5 | 31 декабря 2013  | 8,3 из 10 на основе 22 рецензий | 96 322, позиция в Северной Америке — 5     |
| 6 | 19 марта 2014    | 7,7 из 10 на основе 16 рецензий | 94 147, позиция в Северной Америке — 2     |
| 7 | 2 июля 2014      | 7,9 из 10 на основе 17 рецензий | 69 523, позиция в Северной Америке — 14    |
| 8 | 10 сентября 2014 | 8 из 10 на основе 15 рецензий   | 62 815, позиция в Северной Америке — 23    |
| 9 | 5 ноября 2014    | 7,9 из 10 на основе 16 рецензий | 65 478, позиция в Северной Америке — 15    |

### Сборники
| Название                           | Тип              | Дата выхода     | Собранный материал                                           | ISBN           | Предполагаемый объём продаж (первый месяц) |
| ---------------------------------- | ---------------- | --------------- | ------------------------------------------------------------ | -------------- | ------------------------------------------ |
| Superman Unchained: Deluxe Edition | Твёрдый переплёт | 10 декабря 2014 | Superman Unchained #1-9, Superman Unchained Directors Cut #1 | 978-1401245221 | 4 007, позиция в Северной Америке — 6      |

## Отзывы и продажи
На сайте Comic Book Roundup серия имеет оценку 7,9 из 10 на основе 202 рецензий. Джошуа Йел из IGN дал первому выпуску 8,9 балла из 10 и посчитал, что «Скотт Снайдер и Джим Ли отлично запустили Superman Unchained». Джим Джонсон из Comic Book Resources, обозревая первый выпуск, похвалил художников.
Продажи комикса были высокими. В течение первых трёх месяцев после выхода он возглавлял чарты продаж. Первый выпуск, в частности, был продан тиражом более 250 000 копий и принёс 1,25 миллиона долларов розничных продаж.